# Souvenir de Nizza
Souvenir de Nizza ist ein Walzer von Johann Strauss (Sohn) (op. 200). Das Werk wurde im Sommer 1857 in Pawlowsk in Russland erstmals aufgeführt.